# Philip Luty
Philip Luty (1965 – Leeds, 8 aprile 2011) è stato uno scrittore e attivista britannico.

## Biografia
Cresciuto in una fattoria dello West Yorkshire, passò agli onori delle cronache per la sua campagna a favore del libero possesso delle armi da fuoco, che si tradusse nella diffusione su Internet di testi e video per autoprodurre armi completamente automatiche testate e funzionanti. Le armi potevano essere realizzate con le basilari tecniche di lavorazione dei metalli, mediante macchine utensili di dimensioni, costo e possibilità di reperimento accessibili anche a realtà artigianali e non di natura industriale.
Luty dichiarò che il suo lavoro su Internet era una forma di protesta contro la legislazione voluta dal governo britannico, che precludeva il possesso di armi complete e semi-automatiche ai civili (o ai militari al di fuori del turno di servizio). Alla fine degli anni '90, Luty fu accusato di costruzione illegale di armi e condannato a quattro anni di prigione. L'associazione statunitense Jewish for the Preservation of Firearms Ownership (JPFO) diede il via a una campagna per la sua scarcerazione.
Nel maggio 2009, un'unità dell'antiterrorismo perquisì la sua dimora e Luty subì un secondo processo per violazione del Terrorism Act del 2000, con l'accusa di aver creato documenti potenzialmente utile a persone intenzionate a preparare o mettere in atto un attacco terroristico, e per la detenzione di un sistema di tubi «tra loro intersecantisi atti a formare un oggetto dal quale un oggetto entrato come cartuccia avrebbe potuto uscire come proiettile». L'8 aprile 2011, Luty morì di cancro, dopo una lunga malattia cronaca e il procedimento penale in corso fu archiviato.
Inoltre, fu il principale indagato per ripetute molestie nei confronti di un'organizzazione caritatevole e immobiliare di Cookridge, un sobborgo di Leeds, commessi fra il 2006 e il 2009. Arrestato per atti vandalici, venne subito rilasciato per insufficienza di prove. La rivista canadese VIce lo descrisse come un predecessore di Cody Wilson, il fondatore di Defense Distributed: «nonostante i decenni e le migliaia di miglia che li separano, gli estremisti Luty e Wilson condividono la stessa convinzione: il possesso o la capacità di produrre armi da fuoco è un diritto fondamentale che consente ai cittadini di rimanere forti contro il loro governo».
Alla morte di Luty, il Partito Libertario inglese pubblicò il seguente necrologio nella pagina principale del proprio sito: siamo «tristi nell'annunciare la morte di Filippo Luty. Se non sai chi fosse, è stato ripetutamente perseguitato dalle autorità ed è stato arrestato dalla polizia armata britannica e gettato in prigione per nove settimane per aver scritto un libro». Il testo concludeva: «non scaricare nulla dal suo sito web o potrebbero venire anche per te».

## Eredità
Le armi di Luty, bollate come prodotti illegali, furono ritrovate nel corso di incursioni in Cisgiordania, nei sobborghi degli Stati Uniti e in sud America.
Due copie della guida Luty SMG 9mm Parabellum sono state inserite nella collezione del National Firearms Centre (NFC), visitabile al Royal Armouries Museum di Leeds. Il National Firearms Centre fu istituito in onore del re Carlo I, che nel 1631 aprì un laboratorio nella Torre di Londra per produrre la prima collezione di armi di proprietà statale.

## Opere
- P.A. Luty, Expedient Homemade Firearms – The 9 mm Submachine Gun, Paladin Press, 1998, ISBN 9780873649834
- P.A. Luty, A Threat to Freedom of Speech in England, The Libertarian Enterprice, n. 313, 3 aprile 2005